# Encyclopedia Americana

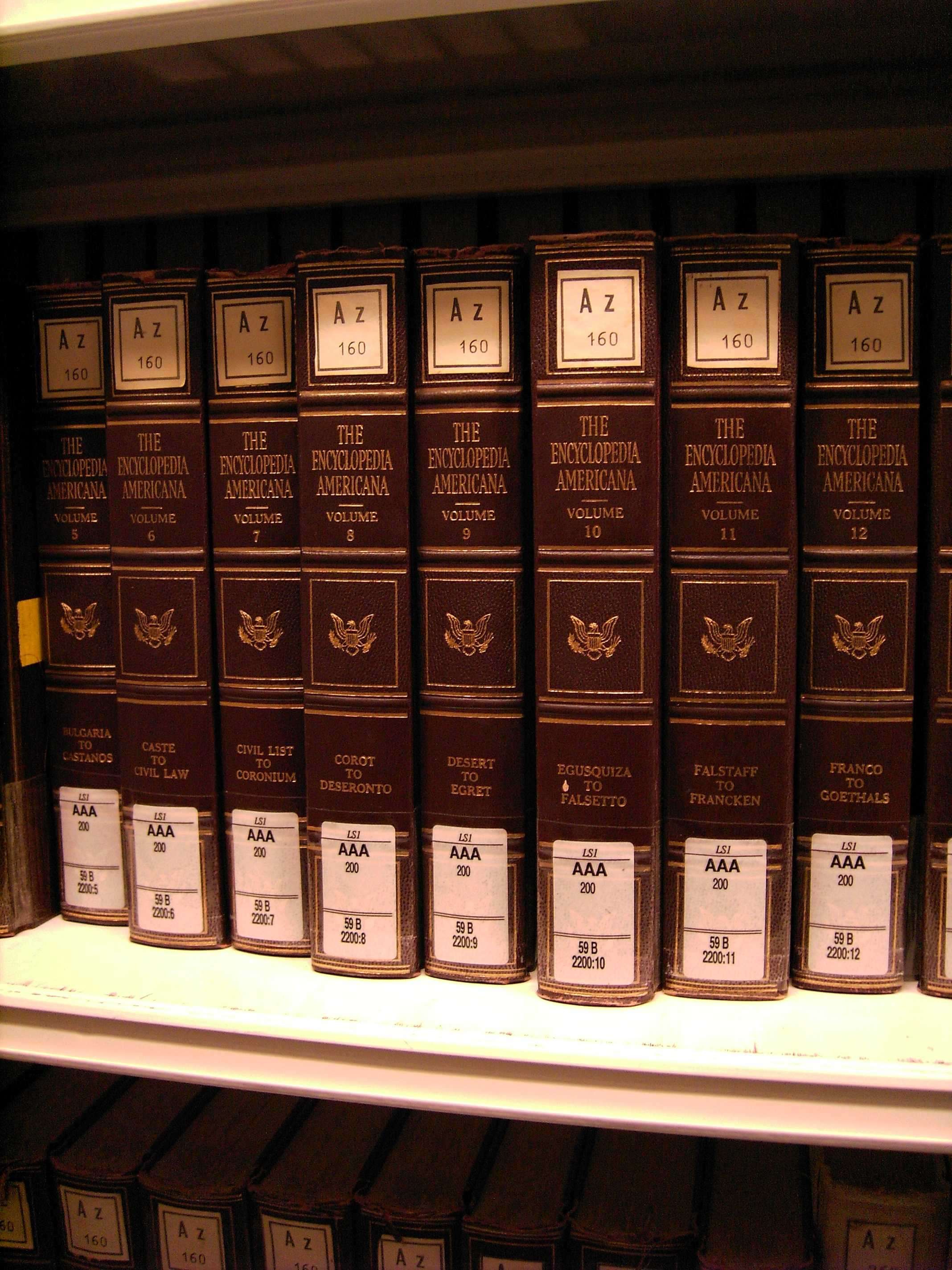
Encyclopedia Americana vid Göttingen State and University Library.

Encyclopedia Americana är ett amerikanskt, engelskspråkigt uppslagsverk. Den första upplagan gavs ut 1829–1833. Efter förvärvet av Grolier under 2000 har encyklopedin tagits fram av Scholastic. 
The Encyclopedia har mer än 45 000 artiklar, de flesta mer än 500 ord och av betydande längd (artikeln om "Förenta staterna" är mer än 300 000 ord). Verkets bevakning av amerikansk och kanadensisk geografi och historia har varit en traditionell styrka, men har minskat på senare år under trycket av elektronisk publicering. Encyclopedia Americana är skriven av 6 500 bidragsgivare och inkluderar över 9 000 bibliografier, 150 000 korsreferenser, över 1000 tabeller, 1 200 kartor, och nästan 4 500 svart-vita linjeillustrationer och färgbilder. Den har också 680 faktarutor. De flesta artiklar är undertecknade av bidragsgivarna.